# Lima Barreto (cineasta)
Victor Lima Barreto (Casa Branca, 23 de junho de 1906 — Campinas, 23 de novembro de 1982) foi um diretor do cinema brasileiro.

## Biografia
Autodidata, Lima Barreto iniciou no cinema nacional na década de 1940 filmando curta-metragens como "O caçador de bromélias" e "Fazenda velha". Foi para a Companhia Vera Cruz e lá dirigiu o primeiro documentário nacional em curta-metragem sobre artes plásticas, o premiado "Painel" interpretando o painel Tiradentes de Cândido Portinari.
Em 1953 realiza um grande sonho e faz o filme mais famoso e premiado do cinema nacional da década de 1950, "O Cangaceiro", com Alberto Ruschel, Marisa Prado, Milton Ribeiro e Vanja Orico. O filme ganhou dois prêmios no Festival de Cannes como melhor filme de aventura e melhor trilha musical.
Por vários anos ele tentou produzir "O Sertanejo", mas seu gênio difícil e polêmico sempre o afastou dos produtores e o filme nunca foi realizado. Ainda fez os documentários "São Paulo em Festa" e "Arte cabocla" e o longa "A Primeira missa" em 1961. Ele também trabalhou como ator nos filmes "Terra é sempre terra", "Tico-tico no fubá", "O Cangaceiro' e "A Primeira Missa" e escreveu os roteiros para as fitas "Quelé do Pajeú" (1969), de Anselmo Duarte, "Pontal da Solidão" (1978), de Alberto Ruschel e "Inocência", realizado em 1983, depois da morte dele, por Walter Lima Júnior que também usou um argumento do diretor para Ele, o Boto (1987).
Foi casado com a atriz Araçary de Oliveira e depois do divórcio passou a viver só e amigo da boemia. Morreu pobre e esquecido, vítima de um enfarte, em um asilo na cidade de Campinas.

## Filmografia
- Fazenda velha - (1940)
- Painel - (1951)
- Obras novas – Evolução de uma indústria - (1951)
- Santuário - (1952)
- O Cangaceiro - (1953)
- São Paulo em festa - (1954)
- Arte cabocla - (1955)
- A Primeira Missa - (1961)